# Padang Bujur (Padang Bolak Julu)
Padang Bujur is een bestuurslaag in het regentschap Padang Lawas Utara van de provincie Noord-Sumatra, Indonesië. Padang Bujur telt 840 inwoners (volkstelling 2010).